# Salix hylonoma
Salix hylonoma är en videväxtart som beskrevs av Camillo Karl Schneider. Salix hylonoma ingår i släktet viden, och familjen videväxter. Utöver nominatformen finns också underarten S. h. liocarpa.